# گروه ای‌بی‌پی
گروه ای‌بی‌پی (انگلیسی: ABP Group) شرکت رسانه‌ای هندی است، که در سال ۱۹۲۲ تأسیس شد.